# Androsace chamaejasme
Androsace chamaejasme là một loài thực vật có hoa trong họ Anh thảo. Loài này được Wulfen mô tả khoa học đầu tiên năm 1787.

## Hình ảnh

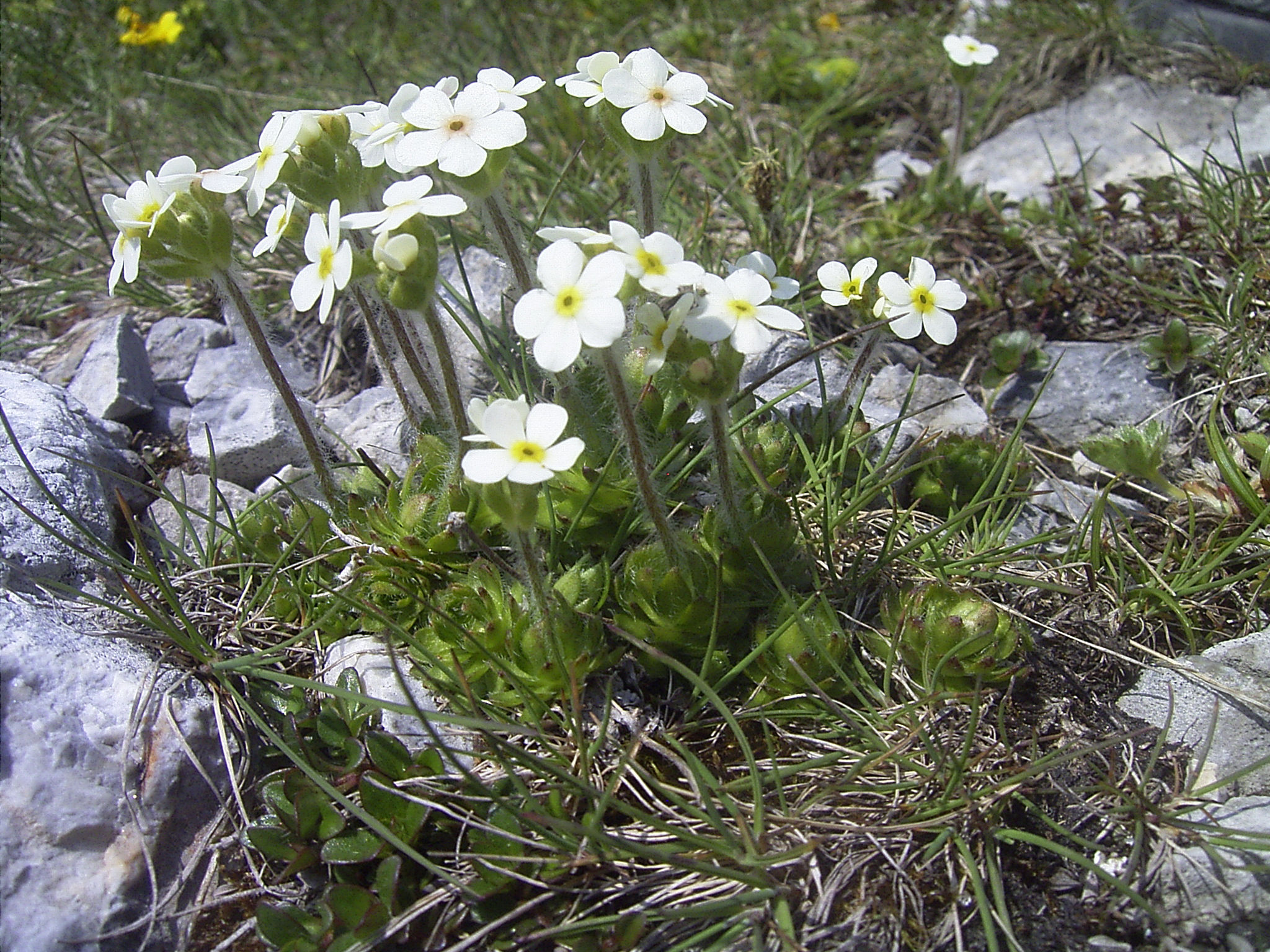
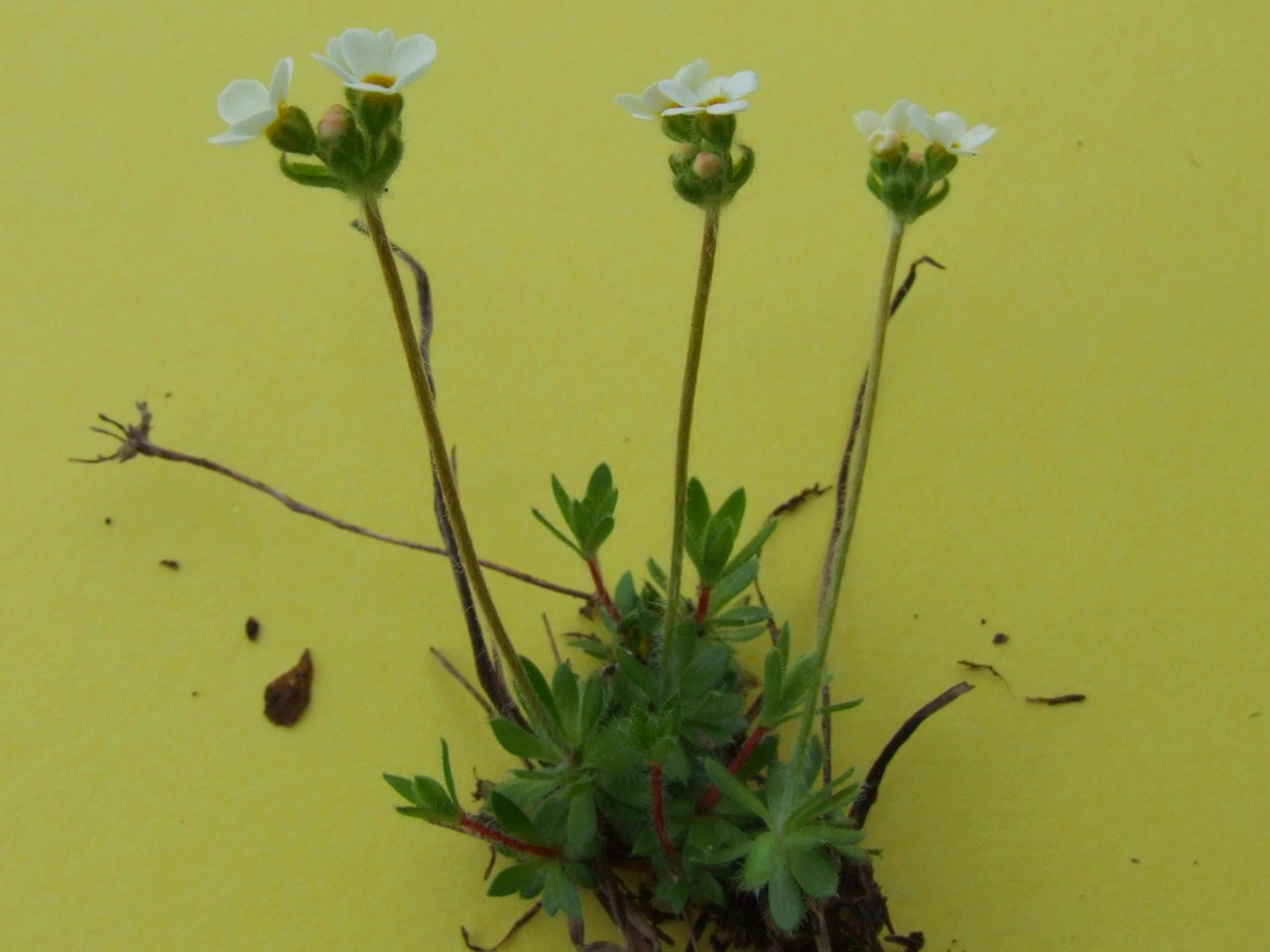
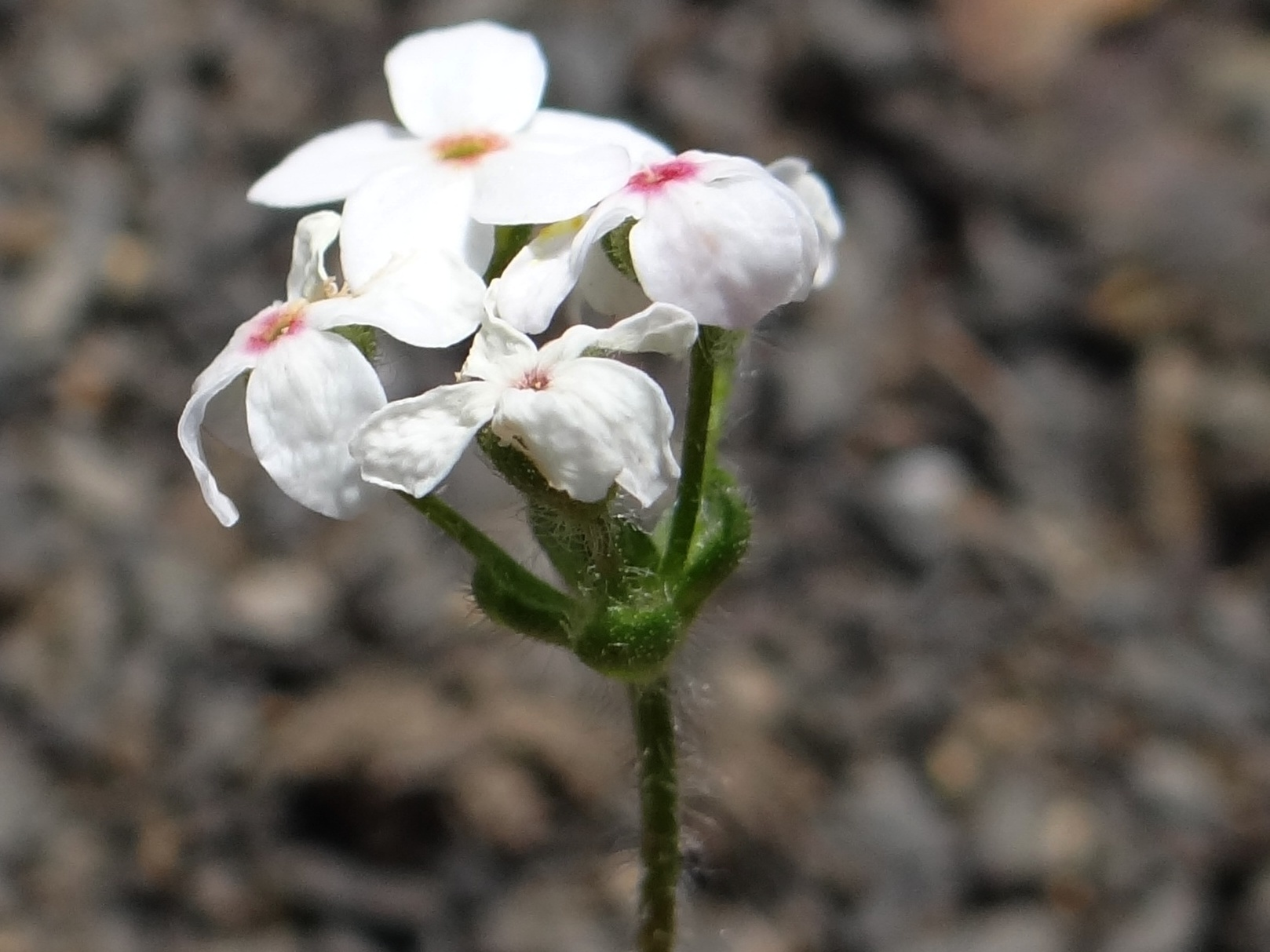
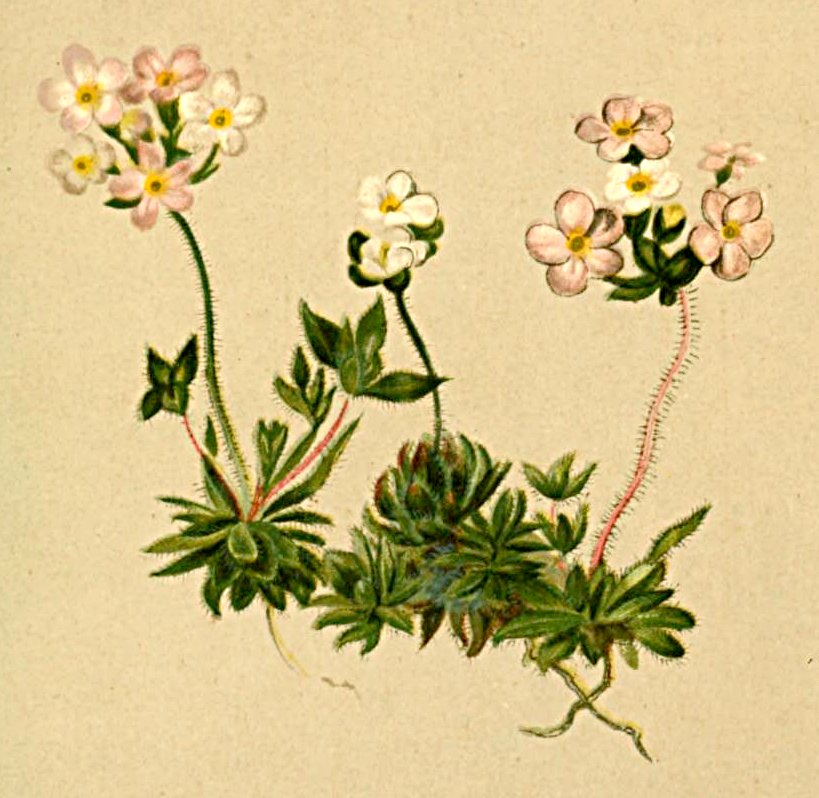